# 的
的（てき）とは、接尾辞の一つ。
漢字「的」の本義は「あきらか」で、この意味での熟語には「的確」などがある。後に音を仮借し、「まと」の意味と、助詞を表すようになった。

## 日本語
日本では江戸時代に白話小説が流行した頃から使用されている例がある。ただしそれは唐音風の物言いを表現するためであり、当時の国語として使用されているわけではない。
やがて近代になり、形容詞を生成する語尾である英語の -ic の音訳に「的」が使われるようになった。この音訳は1877年前後から、学問分野を問わず西洋文献の翻訳を主とした学術書や論文において多用されるようになるが、当時は例えば「健康的ノ情感」「器械的ノ規則」「化学的ノ反応」などのようなものが大半で、「～的な」や「～的に」は少なかった。接尾辞の「的」に確固たる地位を与える契機となったのは、1881年初版の学術用語集『哲学字彙』で、これ以降に「～的な」や「～的に」が増加し、1887年前後から甚だしい程度に「的」の使用が散見されるようになる。本来は的 (teki) を、Romantic（浪漫的）のように、-t で終わる語根に -ic が付いて語尾が -tic となった語の音訳に使われたが、後に -ic 全般の音訳に使われるようになった。
「的」の氾濫もとい乱用については、様々な方面から指摘されている「日本語に形容詞が少ない」ということも、拍車をかけているとされる。日本語の形容詞における用法を補う役割を「的」が担っているのである。また、「問題を突き詰めて考え、それを正確に判断した上で発言しない」という、感情だけで発言していることを指摘する声もある。とりわけ日本語の若者言葉において、「私（わたし）的には」「気持ち的には」などのように、
1. 「～は｣をぼかした表現
2. 「～としては」の意

で用いられることがある。前者は「気持ち的には」「長さ的には」、後者は「わたし的には」「○○さん的には」などが挙げられる。2000年の新語・流行語大賞のトップテンに選ばれた「私的には…」は、「～の方（ほう）」「～みたいな」などと同じく、「～だ」「～です」と言い切らない、若者を中心に多用されるぼかし言葉の代表格といえる。接頭辞の「超」と同じく、本来の言葉の意味に鑑みると正しいとはいえないけれども、日本語の誤用として全否定するのも難しい。
なお「的」に対する批判は古く、例えば大槻文彦は「50年来随分と多くの自作の文を発表してきたが、用いたことは一度もない」と述べている。

## 中国語
現代中国語における助詞「的」（拼音: de）の意味は大まかには日本語の「の」に当たる。古典ではあまり用いられず、比較的最近のものである。ゆえに、日本語へ入った熟語は少ない。
1930年代ごろ、中国語において、それまで「底」と書かれていた所属の助詞が「的」と書かれるようになり、「的」の意味はいっそう広まった。
厳密には「的」と「の」の意味範囲はいくぶん違い、機械的に訳すことはできないが、日本でも中国でも、「的」=「の」と広く認識されている。そのため、中国語を母語とする日本語学習者には、「の」とは訳せない「的」を「の」と訳し不自然な日本語にしてしまう間違い（例：「幸福的家庭」の場合は「幸福な家庭」と訳すのが自然で「幸福の家庭」は不自然）がしばしば見られる。また、日本の漫画や小説では、中国人の話す日本語で、助詞の「の」を「的」に置き換えることがあるが、もちろん中国語として正しいとは限らない。
ちなみに中国でも、文化大革命以降に育った世代が、若者言葉としての「的」を多用するが、「的」という語の意味の多さから、年配者からは批判がある。